# Plume (Michaux)
Pour les articles homonymes, voir Plume.
Un certain Plume est un ensemble de textes poétiques, d'Henri Michaux dont la première version est publiée en 1930, et la dernière en 1963. Cette dernière version est composée de treize chapitres se présentant comme des récits très courts (quelques pages au plus), mettant tous en scène le personnage de Plume dans des « aventures » parfois cocasses ou rocambolesques, parfois surréalistes.
Le nom de Plume fait référence à la légèreté du personnage, un personnage sans épaisseur ni volonté affirmée, qui se laisse la plupart du temps porter par les événements.

## Genèse de l’œuvre

### Présentation
Un certain Plume est un recueil de textes poétiques en prose du poète et peintre belge Henri Michaux dont la première version a été publiée en 1930. Il a ensuite été retravaillé et modifié par Michaux et plusieurs versions seront publiées du vivant de l'auteur. Cet article parle principalement de l'édition de 1963, mais la plupart des réflexions menées s'appliquent aux différentes versions, qui présentent de grandes similitudes.
Un certain Plume est composé de treize courts textes poétiques mettant tous en scène le personnage éponyme dans des situations différentes. Les titres, qui annoncent l’intrigue des épisodes, évoquent le format du conte ou des albums pour enfant. Malgré cette forme en apparence enfantine, ces textes, relevant de l'absurde et de l'humour noir, abordent parfois des thèmes d'une grande violence.
Plume est un personnage singulier « à qui il arrive toutes sortes de mésaventures surprenantes sans que cela modifie jamais sa résignation attristée et sans qu'il ose intervenir pour détourner le cours du destin. »  En témoigne son nom même : Plume est un être de pensée, sans consistance, qui n’a aucune volonté et aucune personnalité affirmée et subit en permanence son existence. « C’est le nom d'un personnage falot, éternelle victime des hommes et des événements, qui incarne l'angoisse de vivre. » On le suit dans un quotidien souvent absurde ou grotesque, à travers des rêveries, mais également dans ses voyages, un thème que Michaux abordera dans d'autres de ses œuvres comme Ecuador. Même si ces courts poèmes ressemblent à des récits, « ce que Michaux invente, ce n'est jamais une action, une intrigue (il n'est pas un conteur, même dans Plume), mais des êtres et surtout des manières d'être. »
Michaux écrit ces textes dans une époque de foisonnement artistique, d'expérimentation et de déconstruction des règles établies en littérature. C’est une œuvre hybride du point de vue du genre, écrite dans l’entre-deux-guerres et qui fait beaucoup appel à l’humour pour questionner ou dénoncer de manière détournée certains comportements sociaux ou politiques de l’époque.
Par ailleurs, le personnage a une large dimension autobiographique et reflète le mal de vivre et la souffrance de son auteur. Michaux le dit lui-même : « Oui, à cette époque de ma vie, Plume – tout Plume – était moi-même, Henri Michaux. ».

### Inspirations de Plume
Plume a souvent été rapproché de Charlie Chaplin. René Micha note dans un article: “On cherche querelle à Plume, La nuit des Bulgares sont typiquement chaplinesques: par la scénographie, les changements à vue, le déroulement en dents de scie, le pied de nez final  Les deux personnages semblent en effet subir avec légèreté et presque indifférence la dureté du monde extérieur, parfois cruel et incompréhensif à leur égard.  Ils sont en décalage constant avec ce qui les entoure et vivent des aventures pour le moins désagréables, mais sans cesser de nous faire rire. Michaux a reconnu lui-même que Plume avait une parenté avec Charlie Chaplin, personnage qui le fascine et dont il parle dans son texte «  Notre frère Charlie » . Il ne contredit pas la remarque d'un critique qui voit un lien entre le personnage de Plume et la scène de La Ruée vers l'or où Charlot crève des oreillers de plume envahissant sa cabane, mais fait seulement remarquer qu'à cette époque son intérêt pour le cinéma a déjà diminué . Il confie à ce même critique l'origine du nom de «  Plume », emprunté au récit d'Edgar Allan Poe, Le Système du docteur Goudron et du professeur Plume . Les références au Danemark dans Dans les appartements de la Reine rappellent Hamlet, de Shakespeare . Un chercheur a également travaillé sur la parenté entre l'œuvre de Franz Kafka et celle d'Henri Michaux 

### Plume, Michaux et la question de l’identité
Plume est souvent considéré comme un double d'Henri Michaux. Ce dernier a signé sous le nom «  D'un certain Plume »  qui devient littéralement un «  nom de plume », et Dubuffet a peint Plume en précisant : «  Portrait d'Henri Michaux ».
Le personnage de Plume aurait une tendance autobiographique, de l'aveu de Michaux lui-même : «   Oui, à cette époque de ma vie, Plume- tout Plume- était moi-même, Henri Michaux. ». Plume est « un personnage qui figure notamment son  incapacité [celle de Michaux] à être ou à faire semblant d’être selon les conventions des autres. » C’est lorsque Michaux perd son père et sa mère à quelques jours d’intervalle en 1929, qu’il se lance dans l’écriture et la création d'Un certain Plume. L’écriture joue pour lui un rôle thérapeutique : « Avec Plume, je commence à écrire en faisant autre chose que de décrire mon malaise. Un personnage me vient. Je m’amuse de mon mal sur lui. Je n’ai sans doute jamais été aussi près d’être un écrivain. » 
L'usage particulier et les fluctuations des pronoms dans Un certain Plume rappellent cette thématique de l'identité fluctuante et du double : le sujet des intrigues est parfois Plume, parfois «  il », parfois « on », parfois «  Pon », un double de Plume, parfois « je », et est même inclus dans un «  nous » dans la dernière phrase du recueil. Cette difficulté à fixer le sujet trouve un écho dans le reste de l'œuvre de Michaux, où on lit : «  Mais bon Dieu ! qu'on me donne donc un substantif / un maître qualificatif, où je puisse me coller à jamais », mais aussi dans la vie de Michaux lui-même, qui change l'orthographe de son prénom à deux reprises, hésitant entre Henry et Henri.

## L’œuvre et son style

### La question du genre

#### Roman, conte, fable
Un certain Plume est un recueil de textes en prose, édité et vendu comme recueil de poésie, comme en témoigne sa réédition en 1985 dans la  collection «  Poésie/Gallimard ». Mais l’inscription de Plume dans le genre poétique ne va pas immédiatement de soi : c'est ce que soulignent les prospectus qui accompagnent sa publication en 1938 : « Certains appellent cela poésie. » et Michaux lui-même se méfiait du poème et de sa perfection close : « Rien n’est jamais définitivement circonscrit » écrit-il dans la postface de Lointain intérieur. En effet, il emploie volontiers un vocabulaire familier, son écriture est oralisée, son style concis, dépourvu d’ornements, et il adopte le parti pris, à première vue anti poétique, de la prose et de la narration. On pourrait croire à un recueil de nouvelles, voire à un roman divisé en chapitres dont Plume serait le personnage principal. Certains l’ont rapproché du roman picaresque  ou du théâtre de saynètes. On peut aussi le rapprocher du genre du conte par la grande part laissée au fantastique, ou par la façon dont les événements sont montrés comme “ en train de se produire” 
. Certains chapitres, comme «  Dans les appartements de la Reine » ont également une parenté avec la fable, par la dénomination des personnages et la présence d'une « morale » .

#### Poème en prose
Mais c’est pourtant dans le genre du poème en prose qu' Un certain Plume semble trouver sa plus juste place.
- Les différents épisodes sont des poèmes fortement composés, ce qui est souligné aussi par leur brièveté. Ils sont très souvent structurés autour de constructions anaphoriques ou de refrains qui travaillent à le rythmer. Les répétitions de mots et les sonorités qui rendent également la prose musicale.
- Michaux porte une attention toute particulière au mot qui est travaillé dans sa matérialité même, ce qui caractérise pleinement l’écriture poétique[18]. Ainsi dans L‘Arrachage des têtes[19] : « Car celui qui l’a reçue, les mains déjà baignées de sang, commence à avoir des soupçons et il commence à regarder comme quelqu’un qui attend des renseignements »[19]. On peut y dénombrer cinq segments dont les trois centraux sont des octosyllabes. Les premières consonnes accentuées de chaque segment sont tour à tour des occlusives et des labiales. Ces alternances et ces symétries créent une régularité qui berce l’oreille. Outre les répétitions des quasi-homophones « comme » et « commence » , les sifflantes et les occlusives sont disséminées dans le paragraphe comme pour mieux se répondre. Ces effets d’échos et d’harmonie sonore sont encore renforcés par l’homéotéleute qui fait rimer « sang » et « renseignements ».

La prose est donc travaillée comme un poème et Un certain Plume apparaît bien à cet égard comme un poème en prose. Michaux pratique une “Poésie qui fait fi de la logique et du rationnel, mais en même temps, poésie un peu sèche, quasi sans adjectifs, sans un seul élément vraiment descriptif, sans grands épanchements sentimentaux – je dirais volontiers cérébrale. Poésie terriblement abstraite dans son objet, mais imagée dans son expression, tragique par ses thèmes mais surprenante de retenue”. Complexe et contradictoire, donc, mais poésie malgré tout et sûrement même avant tout.

### L'humour dansUn certain Plume
Le ton employé par Michaux dans cette œuvre est essentiellement comique, « On trouve chez Michaux plusieurs sortes d’humour qui toutes sont des formes particulières d’une même position originelle, une façon d’exister en marge ». L'humour revêt donc plusieurs formes :
- Selon Per Bäckström[22] c'est en partie par le grotesque que Michaux exploite le potentiel comique de son personnage et du monde qui l'entoure. On trouve de nombreuses références au corps, souvent déformé ou en morceaux.
- Si Michaux manie l’humour, il s’agit donc d’un humour noir qui repose principalement sur le décalage entre un ton très neutre employé pour narrer des événements violents. Devant les drames dont il est témoin, Plume ne s’exprime qu’à coup d’interjections résignées « Tiens, pensa Plume » [23] ou encore « bah, la chose est faite » [24]
- L'incursion du fantastique dans notre monde, de manière abrupte ou au contraire par touches subtiles, construit des effets de surprise qui portent au rire[25]. Les situations et les images ainsi créées relèvent du non-sens et sont souvent absurdes: elles se prêtent donc à un comique de situation, renforcé par les réactions inadaptées de Plume.
- L’humour du texte réside enfin dans les nombreux jeux de mots et inventions qui participent par ailleurs à sa poéticité. Selon Roger Dadoun, « [les] aventures [de Plume] sont la figuration narrative de clichés »[26]. Ainsi, derrière le nom de Plume, se cache l’expression « être léger comme une plume » qui dit bien son inconsistance, et si l’on peut lire Plume au plafond, c’est probablement qu’il est trop « tête en l’air ». L’Arrachage des têtes peut se lire comme une déclinaison des expressions en lien avec la tête : « Ne pas avoir toute sa tête », « ne pas avoir la tête sur les épaules », « ne pas savoir où donner de la tête ». Toutes ces expressions prises au sens propre disent au sens figuré l’inconsistance, l’absurdité, la distraction de Plume. Mais au pied de la lettre, elles donnent lieu à des récits plus burlesques les uns que les autres.

Ainsi l’humour chez Michaux n’est pas gratuit, il allie « presque toujours la gravité et la fantaisie, la tension et la désinvolture » et il met en question le conformisme langagier et social, l’obéissance aveugle, la passivité face à l’horreur. On peut donc relier  « le climat général de Plume, aux nombreux motifs assez sombres » avec « l’air irrespirable du temps, et ce contexte d’angoisse et de désespoir que génère l’époque”, marquée par la tranquille montée du nazisme dans une Europe souvent considérée comme trop conciliante. Comme le dit Corinne Roubaud, « l’humour est aussi une modalité du combat”.

### Freud, les surréalistes et l’onirisme
Michaux est le contemporain de Sigmund Freud et des surréalistes (bien qu'il ait refusé d'être assimilé à ce courant) et comme beaucoup d’artistes de l’époque, le rêve et l’onirisme l’intéressent. Dans Un certain Plume, l’isotopie du sommeil est omniprésente et notre personnage, tantôt endormi, tantôt éveillé, n’est jamais bien loin d’un lit. Michaux se détache néanmoins de l’esthétique surréaliste dont il rejette la pratique de l’écriture automatique : les récits de rêve chez Michaux sont toujours situés dans un cadre narratif et descriptif, fût-il décousu. Il n’imite pas davantage les récits de rêve, son « écriture onirique réside bien dans une irruption constante du poétique dans la prose narrative, dans le décloisonnement des genres et des discours, enfin dans la transfiguration littéraire des rêves ».
Les bornes entre rêve et réalité sont estompées :
- Les points de suspension ou le système anaphorique délié de toute référence favorisent une entrée in medias res dans le texte, qui évoque la soudaineté des débuts de rêve.
- Michaux pratique abondamment la rupture isotopique (ou « style coq-à-l’âne »), particulièrement visible dans La vision de Plume où l’isotopie culinaire se mêle à l’isotopie de la cavalerie.
- Le cadre spatio-temporel est flottant, les indications se succèdent sans vraiment s’articuler pour construire une cohérence (voir par exemple dans La vision de Plume)
- La progression du texte est discontinue, faite d’ellipses et d’anacoluthes qui sont autant de trous dans le tissu narratif du rêve.
- Michaux joue également beaucoup la carte de l’absurde, essentielle dans son esthétique, selon ses propres mots d’ailleurs, « Caractère du rêve : le rêve est absurde »[29]. Pour cela, il s’amuse à « séparer les effets des causes »[30] en délivrant le texte de sa rigueur causale. « Comme vous êtes riche, vous n’avez pas besoin de tant de doigts »[31] explique le chirurgien à Plume. Le « comme », presque systématique préféré au « parce que » ou au « puisque » oscille sémantiquement entre l’expression de la causalité ou celle de la coïncidence. De la même façon, le « et » organise  de façon répétée la coordination transphrastique : il est une forme de coordination faible, à la limite de la juxtaposition et qui ne hiérarchise pas, créant l’impression diffuse que les événements s’enchaînent arbitrairement. L’écriture de Michaux nous fait entrer dans un univers incertain, informe où les lieux, les temps et les actions flottent et s’entrelacent mollement.

### L’ellipse et le pli
L'ellipse est un procédé de première importance dans ce recueil, mais aussi dans le reste de l'œuvre de Michaux. Souvent l'ellipse est amenée par l'endormissement de Plume, comme  dans La Nuit des Bulgares ou encore dans Un homme paisible. Ce procédé peut alors être interprété comme soulignant l'inconsistance de Plume, qui s'efface régulièrement des événements et n'a pas une vision continue de la réalité.Une ellipse est même figurée par la typographie dans Dans les appartements de la Reine, après l'arrivée du Roi. Le texte est alors coupé par une ligne de points qui se tient à l'endroit où aurait dû se trouver le récit de la découverte de l'adultère par le Roi. Cette ligne de point a été commentée comme étant la trace d'un pli, l'esthétique du pli étant très importante dans l'œuvre de Michaux. Ce dernier a publié un recueil nommé La Vie dans les plis, et la discontinuité est un thème que l'on retrouve dans sa peinture. Le pli pour Michaux figurerait le repli sur soi, la profondeur, comme si quelque chose de plus intérieur était enfoui sous le texte, et qu'il fallait le déplier pour amener à la surface, à la lumière du jour, cette intériorité. Plume aurait du mal à se déplier pour prendre sa place dans la société : il aurait plutôt tendance à se plier en quatre pour se conformer à ce qu'on attend de lui, comme dans Plume voyage.

## Questions éditoriales

### Éditions et rééditions
Un certain Plume est le titre de trois publications distinctes de Henri Michaux.
- À l'automne 1930, Michaux publie cinq textes inédits sous le titre Un certain Plume dans la revue Commerce[38] :  La Philosophie de Plume, Plume voyage, Plume au restaurant, Dans les appartements de la Reine et La Vision de Plume, numérotés d' I à V.
- En 1930 paraît également un recueil sous le même nom, composé de 34 textes organisés en cinq parties. Dans la première partie, on trouve les cinq textes publiés dans Commerce auxquels Michaux en ajoute six autres. Plume n'est ensuite le héros que de deux textes de la seconde partie : Bouddha et Rupture.
- En 1938 dans un nouveau recueil intitulé Plume précédé de Lointain intérieur, Henri Michaux publie à nouveau cet ensemble de textes sous le nom : Un certain Plume (1930) augmenté de quatre chapitres inédits (1936). Bouddha et Rupture sont enlevés, ainsi qu'  À Vienne, II° mort de Plume, mais Henri Michaux ajoute quatre textes (comme annoncé dans le titre): Plume à Casablanca, L'Hôte d'honneur du Bren Club, Plume au plafond et Plume et les culs-de-jatte. Un titre change :  1re mort de Plume devient On cherche querelle à Plume .
- En 1963[39] paraît une édition revue et corrigée de Plume précédé de Lointain intérieur, dans laquelle le chapitre On cherche querelle à Plume est supprimé.
- En 1985 ce recueil est réédité à l'identique dans la collection «  Poésie/Gallimard ».

### Récapitulatif des versions du recueilUn certain Plume

#### Publication dansCommerce, automne 1930
1. La Philosophie de Plume (deviendra Un Homme paisible dans le recueil de 1930)
2. Plume voyage
3. Plume au restaurant
4. Dans les appartements de la Reine[40]
5. La Vision de Plume

#### RecueilUn certain Plumede 1930
Première partie :
1. Un homme paisible[41] (publié sous le nom La Philosophie de Plume dans la revue Commerce en 1930)
2. Plume au restaurant
3. Plume voyage
4. Dans les appartements de la Reine
5. La Nuit des Bulgares
6. La Vision de Plume
7. Plume avait mal au doigt
8. L'Arrachage des têtes
9. Une mère de neuf enfants !
10. 1re mort de Plume
11. 2e mort de Plume (ce nom est celui qui figure dans la table des matières, dans le corps du texte il devient : À Vienne. IIe mort de Plume)

Deuxième partie : (nous ne notons que les textes dont Plume est le personnage. En vérité ce recueil est composé de cinq parties et comporte 34 textes.)
1. Bouddha
2. Rupture

#### RecueilPlume précédé de Lointain intérieur, 1938
Partie : Un certain Plume.
1. Un homme paisible
2. Plume au restaurant
3. Plume voyage
4. Dans les appartements de la Reine
5. La Nuit des Bulgares
6. La Vision de Plume
7. Plume avait mal au doigt
8. L'Arrachage des têtes
9. Une mère de neuf enfants  (le point d'exclamation de ce titre est enlevé.)
10. On cherche querelle à Plume (nouveau nom du texte précédemment nommé : 1re mort de Plume.)
11. Plume à Casablanca
12. L'Hôte d'honneur du Bren Club
13. Plume au plafond
14. Plume et les culs-de-jatte

#### RecueilPlume précédé de Lointain intérieur, édition revue et corrigée, 1963 (identique à l'édition de 1985)
1. Un homme paisible
2. Plume au restaurant
3. Plume voyage
4. Dans les appartements de la Reine
5. La Nuit des Bulgares
6. La Vision de Plume
7. Plume avait mal au doigt
8. L'Arrachage des têtes
9. Une mère de neuf enfants
10. Plume à Casablanca
11. L'Hôte d'honneur du Bren Club
12. Plume au plafond
13. Plume et les culs-de-jatte

## Adaptations de Plume

### Plume en peinture
Plume a été représenté en peinture par Jean Dubuffet.
- Monsieur Plume. Pièce botanique, décembre 1946
- Monsieur Plume, Plis au pantalon, janvier 1947

Les deux œuvres ont comme sous-titre, entre parenthèses : Portrait d'Henri Michaux.

### Plume au théâtre
Un certain Plume est un texte qui a connu plusieurs adaptations au théâtre :
- Un certain Plume, mise en scène Alain Rais, avec la contribution d'Henri Michaux, Nice, Spectacle de la vallée du Rhône, mai 1969, repris en 1971 [42]
- Un certain Plume et autres textes, avec Alexis Nitzer, Théâtre Essaion-Valverde, 1978.
- Sapho lit Baudelaire, Rilke, Lorca et Monsieur Plume, mise en espace de Pier Meaulne, avec Sapho, 2000
- Un certain monsieur Plume, 2002, mise en scène Olivier Lopez, La Cité/Théâtre #Plume, mise en scène de Sylvain Maurice, 2003, Théâtre de la Commune., Théâtre Molière-Maison de la poésie.
- Plume La Compagnie d'Henry, directeur artistique Anthony Le Foll, 2008
- Un certain Plume, Réalisateur Bernard, Théâtre du grand Midi, Ixelles, 2011